# Black Mamba - Pelotão Feminino Contra a Caça Ilegal
A Unidade Anti-caça furtiva Black Mambas (Black Mambas APU) é uma unidade de guardas florestais maioritariamente feminina, criada em 2013 com o objectivo de proteger a vida selvagem da África do Sul, principalmente nas regiões da Reserva Natural Balule e do Parque Nacional Greater Kruger. A Black Mamba APU recebeu o Prémio Champions of the Earth em 2015, atribuído pelo Programa das Nações Unidas para o Meio Ambiente.

## Sobre
As Black Mamba (nome da cobra mortal mamba negra ou Dendroaspis polylepis) são um grupo paramilitar constituído maioritariamente por mulheres, criado por  Craig Spencer, o director-chefe da Reserva Natural Balule e por Amy Clark da Transfrontier Africa. Tem como objectivo combater e prevenir a caça furtiva de animais selvagens, em particular os rinocerontes na África do Sul. 
A população que reside na região abrangida pela reserva vive na sua maioria numa situação de pobreza extrema que atinge de forma particular as mulheres. A caça-furtiva é normalmente uma das principais fontes de rendimento das famílias e muitas das vezes a única forma de terem de comer. Tornou-se óbvio que a protecção dos animais tinha de passar pelo envolvimento da população no processo. Assim, foram inicialmente contratadas, 26 mulheres desempregadas oriundas das aldeias que existem à volta da Reserva Balule e do Parque Nacional Greater Kruger. Para muitos delas, é o primeiro emprego depois de terminarem a escola secundária. Os seus salários são garantidos por um fundo de protecção ambiental e os restantes custos, por exemplo, com uniformes são cobertos por doações.
As futuras Black Mambas são sujeitas a um treino intensivo paramilitar onde aprendem a usar armas, a encontrarem e a seguirem rastros, técnicas de combate e como agir caso se vissem frente a frente com animais selvagens como leões, elefantes, entre outros. 
Uma vez terminado o treino, recebem um uniforme militar e passam 21 dias por mês, a patrulhar a pé os 40000 hectares que compõem a reserva. Apesar de terem aprendido a usarem armas elas não as usam, o seu principal papel é vigiar, detectar, informar e tornarem-se visíveis no terreno como força dissuasora.    
Entre as suas principais tarefas encontram-se: encontrar rinocerontes mortos, remover armadilha, libertar animais que tenham ficado presos nelas.
As Black Mamba já prenderam 6 caçadores furtivos, fecharam mais de 12 acampamentos de caçadores e a captura de animais selvagens sofreu um decréscimo de 76% desde 2013. Em 2015, durante 10 meses não foram capturados rinocerontes graças ao trabalho delas. Isto deve-se em parte ao treino, no qual aprendem a encontrar e a destruir armadilhas antes de o animal ser capturado. 
Para além disto, as Black Mamba também procuram sensibilizar a população para a importância da vida selvagem e para a utilização dos recursos existentes de forma sustentável através de acções de formação, visitas a escolas, entre outras actividades. A educação da população e em especial das crianças e jovens é uma das tarefas mais importantes realizadas por elas. Elas conhecem o contexto extremamente empobrecido em que muitas delas crescem em que a caça é por vezes a única forma de ter comida ou dinheiro para alimentar a família. Ao irem ás escolas, ao contactarem com a população elas mostram que existem alternativas sendo o trabalho delas uma delas. 
Se no início as pessoas duvidaram que elas por serem mulheres fossem capazes de fazer este trabalho tradicionalmente masculino, agora respeitam-nas e consideraram-nas heroínas. 

## Prémios e reconhecimento
O trabalho desenvolvido pelas Black Mambas recebeu o reconhecimento internacional tendo sido premiado com vários prémios:
2015 - Venceu a categoria de Best Conservation Practitioner nos prémios South African Rhino Conservation.
2015 - Recebeu o Prémio Champions of the Earth Award atribuído pelo Programa das Nações Unidas para o Meio Ambiente. 
2017 - Foram premiadas com o Prémio Eco-Warrior Silver Award 